# Miasto wydzielone z powiatowego związku samorządowego
Miasto wydzielone z powiatowego związku samorządowego – w II Rzeczypospolitej miasto stanowiące odrębną jednostkę samorządową, niekoniecznie jednak będące odrębnym powiatem miejskim w ramach podziału terytorialnego dla celów administracji zespolonej. Pojęcie takie zostało wprowadzone Ustawą z dnia 23 marca 1933 r. o częściowej zmianie ustroju samorządu terytorialnego. Jednak miasta takie istniały już wcześniej, początkowo tylko w byłym zaborze rosyjskim, wprowadzone dekretem z dnia 4 lutego 1919 r. o tymczasowej ordynacji powiatowej dla obszarów Polski byłego zaboru rosyjskiego. Miastami wydzielonymi z powiatowego związku samorządowego zostały miasta liczące 25 000 mieszkańców. Natomiast „miastami tworzącymi odrębne powiaty miejskie dla celów administracji ogólnej” były miasta liczące na podstawie spisu powszechnego ponad 75 000 mieszkańców.
1 kwietnia 1939 r. w Polsce były 53 miasta wydzielone z powiatowych związków samorządowych:

(pogrubiono miasta będące jednocześnie odrębnymi powiatami miejskimi)
1. Będzin
2. Białystok
3. Bielsko
4. Borysław
5. Brześć nad Bugiem
6. Bydgoszcz
7. Chełm
8. Chorzów
9. Częstochowa
10. Dąbrowa Górnicza
11. Drohobycz
12. Gdynia
13. Gniezno
14. Grodno
15. Grudziądz
16. Inowrocław
17. Kalisz
18. Katowice
19. Kielce
20. Kołomyja
21. Kowel
22. Kraków
23. Lublin
24. Lwów
25. Łomża
26. Łódź
27. Łuck
28. Nowy Sącz
29. Ostrowiec Świętokrzyski
30. Pabianice
31. Pińsk
32. Piotrków Trybunalski
33. Płock
34. Poznań
35. Przemyśl
36. Radom
37. Równe
38. Rzeszów
39. Siedlce
40. Sosnowiec
41. Stanisławów
42. Stryj
43. Suwałki
44. Tarnopol
45. Tarnów
46. Tomaszów Mazowiecki
47. Toruń
48. Warszawa[6]
49. Wilno
50. Włocławek
51. Zawiercie
52. Zgierz
53. Żyrardów